# トレヴィオーロ
トレヴィオーロ（伊: Treviolo）は、イタリア共和国ロンバルディア州ベルガモ県にある都市であり、その周辺地域を含む人口約1万1000人の基礎自治体（コムーネ）。

## 地理

### 位置・広がり
ベルガモ県西部のコムーネ。県都ベルガモから西南西へ6kmの距離にある。

#### 隣接コムーネ
隣接するコムーネは以下の通り。
- ベルガモ
- ボナーテ・ソプラ
- ボナーテ・ソット
- クルノ
- ダルミネ
- ラッリオ

### 地震分類
イタリアの地震リスク階級 (it) では、3 に分類される
。

## 行政

### 分離集落
トレヴィオーロには、以下の分離集落（フラツィオーネ）がある。
- Curnasco, Albegno, Roncola

## 姉妹都市
- Łęczna、ポーランド
- ボルゴ・ア・モッツァーノ、イタリア